# Pod Katarynką
„Pod Katarynką”, właściwie Niezalegalizowany Klub Futurystów „Pod Katarynką” – grupa założona w 1919 w Krakowie przez Brunona Jasieńskiego, Stanisława Młodożeńca i Tytusa Czyżewskiego; jej członkowie publikowali w redagowanym przez Czyżewskiego piśmie „Formiści”.

## Katarynka w Krakowie
Pierwszy wieczór poetycki „Katarynki” (nazywany „poezowieczorem”) odbył się 13 marca 1920 roku w podziemiach domu akademickiego przy ulicy Jagiellońskiej w Krakowie. Wzięli w nim udział Czyżewski, Jasieński, Młodożeniec oraz aktorzy Teatru im. Słowackiego - Zofia Ordyńska i Alfred Szymański. Studenci Akademii Sztuk Pięknych, pod przewodnictwem Józefa Jaremy pomalowali i udekorowali salę na sposób formistyczny. W czasie wieczoru Młodożeniec odczytał programowy wiersz Katarynka. Utwór ten nie zachował się do dziś, jego treść znamy z relacji autora, wspomina on: afirmowałem i wychwalałem wynalazki, które jednoczą rasy ludzkie (...) zapowiadałem, że podobnie jak kataryniarze będziemy ze swą poezją wychodzić na rynki miejskie i okola wsi (...) Obiecywałem nowy język w poezji, dostosowany do rytmu i odczucia teraźniejszych dni. Przyrzekałem rehabilitację codziennego słowa i ustawienie go w majestacie poezji. Jasieński wygłosił Prolog do „Foot-Ballu wszystkich świętych”. Ordyńska recytowała Oczy tygrysa i Elektryczne wizje Czyżewskiego. Według programu odbyła się ponadto muzyczna interpretacja wierszy skamandrytów.
Występy „Katarynki” miały charakter prowokacyjny, podczas poezowieczorów często dochodziło do awantur. Przykładem może być spotkanie, które odbyło się 11 czerwca 1921 roku o godzinie 23.00 w sali Teatru im. Słowackiego w Krakowie. Oprócz poetów udział w koncercie brali warszawscy aktorzy - Irena Solska i Janusz Strachocki. Część publiczności od początku była niechętna występującym - prelekcje Jasieńskiego przerywały krzyki i gwizdy. Gdy Solska recytowała wiersz Młodożeńca Moskwa (składający się tylko z wyrazów „tu” i „tam”), część widzów była zachwycona brawurową interpretacją, inni gwizdali i tupali, pomiędzy publicznością wybuchnęła bójka. Trzy dni później na posiedzeniu Rady Miejskiej Krakowa dyskutowano na temat występu „Katarynki”, uznano go za obrażający moralność i skandaliczny, w konsekwencji postanowiono nie wynajmować już sali Teatru im. Słowackiego (reprezentacyjnej sali miasta) na jakiekolwiek imprezy nocne.

## Katarynka w Warszawie
Pierwszy gościnny występ „Katarynki” w Warszawie odbył się 9 lutego 1921 roku w sali Filharmonii. Oprócz futurystów wzięli w nim udział: architekt Szymon Syrkus, Jan Lesman (późniejszy Jan Brzechwa), Seweryn Odyniec, a także aktorzy Teatru Polskiego: Stefan Jaracz, Irena Solska, Janusz Strachocki. Wieczór wzbudził ogromne zainteresowanie mieszkańców stolicy, dla chętnych zabrakło miejsc siedzących, sala była całkowicie wypełniona. Podczas występu recytowano wiersze, a także odczytano Dynamo-program futurystów polskich. Syrkus wygłosił przemówienie, poświęcono również kwadrans futuryzmowi rosyjskiemu. Pierwszy warszawski wieczór „Katarynki” spotkał się z niezadowoleniem publiczności - widzowie gwizdali, krzyczeli, opuszczali salę. Również prasa, między innymi „Kurier Polski” publikowała niepochlebne recenzje wieczoru. Budziło to zadowolenie futurystów, nastawionych na skandal i artystyczną drwinę.
Dwa kolejne warszawskie występy „Katarynki” zorganizowane zostały 26 lutego i 3 marca 1921 roku w sali Towarzystwa Higienicznego przy ulicy Kredytowej. Ostatni wieczór, mający być pożegnaniem krakowskich futurystów z warszawską publicznością połączonym z wzajemną wymianą pamiątek, został zakłócony przez interwencję kilkunastu uzbrojonych w karabiny policjantów i referenta oświatowego Komisariatu Rządu. Pod groźbą natychmiastowego aresztowania futuryści byli zmuszeni przerwać występ. Interwencja spowodowana była tym, iż recytacja utworów odbyła się w innym, niż zgłoszony w cenzurze, porządku, a także pojawił się jeden wiersz nie umieszczony w programie. W sprawie przerwanego wieczoru poetyckiego grupa posłów PPS-u (Kazimierz Czapiński, Norbert Barlicki, Herman Lieberman) zgłosiła w Sejmie interpelację. Poskutkowało to zwolnieniem referenta oświatowego, „Katarynka” mogła natomiast powtórzyć swój występ 9 marca.